# 8585 퀴즈쇼
8585 퀴즈쇼는 CBS 표준FM에서 방송했던 라디오 퀴즈쇼 프로그램이다.
2008년 5월 12일에 첫방송을 시작해 역대로 방송 분량과 진행자가 변경되어 방송됐으나 2010년 5월 8일 방송을 마지막으로 2년만에 폐지되었다.

## 역대 방송시간
| 방송 채널  | 방송 기간                          | 방송 시간                       |
| ---------- | ---------------------------------- | ------------------------------- |
| CBS 표준FM | 2008년 5월 12일 ~ 2009년 10월 17일 | 월~토요일 오후 2:05 ~ 오후 2:55 |
| CBS 표준FM | 2009년 10월 19일 ~ 2010년 5월 8일  | 월~토요일 오후 2:00 ~ 오후 2:55 |

## 역대 진행자
- 2008년 5월 12일 ~ 2009년 10월 17일 : 이명희, 박재홍 아나운서
- 2009년 10월 19일 ~ 2010년 5월 8일 : 유지수, 박재홍 아나운서